# Elena Ferrante
Elena Ferrante (Napoli, 1943) è lo pseudonimo di una scrittrice italiana, inserita nel 2016 dal settimanale statunitense Time nella lista delle 100 persone più influenti al mondo.
È apprezzata anche fuori dall'Italia, in particolare negli Stati Uniti, dove quattro suoi romanzi hanno trovato il favore del pubblico sotto la traduzione di Ann Goldstein, grazie alla casa editrice Europa Editions.

## Biografia
Cresciuta a Napoli, fra le sue autrici preferite cita Elsa Morante. Dal suo primo romanzo, L'amore molesto, edito nel 1992, vincitore del Premio Procida-Isola di Arturo-Elsa Morante e del Premio Oplonti d'argento, nonché selezionato al Premio Strega e al Premio Artemisia, è stato tratto l'omonimo film di Mario Martone, in concorso al 48º Festival di Cannes. Dal romanzo successivo, I giorni dell'abbandono, edito nel 2002 e finalista al Premio Viareggio, è stata realizzata la pellicola omonima di Roberto Faenza, in concorso alla 62ª Mostra internazionale d'arte cinematografica di Venezia.
Nel saggio La frantumaglia, edito nel 2003, racconta la sua esperienza di scrittrice, senza aver mai svelato la propria identità. Ha pubblicato il volume La frantumaglia proprio per soddisfare la curiosità del pubblico nei suoi confronti; in esso sono raccolte le lettere dell'autrice al suo editore, le poche interviste da lei concesse e le sue corrispondenze con lettori d'eccezione. La funzione principale dell'opera è far comprendere al lettore i motivi che spingono l'autrice a rimanere nell'oscurità. La scrittrice stessa parla di un desiderio di autoconservazione del proprio privato, un desiderio di mantenere una certa distanza e non prestarsi alla spinta che alcuni scrittori hanno di mentire per apparire come ritengono che il pubblico si aspetti. Ferrante è convinta che i suoi libri non necessitino di una sua foto in copertina né di presentazioni promozionali: devono essere percepiti come “organismi autosufficienti”, a cui la presenza dell'autrice non potrebbe aggiungere nulla di decisivo, dando vita, in questo modo, a un'inedita performance autoriale dell'assenza.
Nel 2006 viene pubblicato il romanzo La figlia oscura (divenuto anche film, diretto da Maggie Gyllenhaal, nel 2021), da cui nel 2007 la scrittrice ha tratto spunto per il racconto per bambini La spiaggia di notte. Nel 2011 è stato pubblicato il primo volume della serie L'amica geniale, seguito nel 2012 dal secondo volume, Storia del nuovo cognome, nel 2013 dal terzo, Storia di chi fugge e di chi resta e nel 2014 dal quarto e conclusivo Storia della bambina perduta. Nel 2012 le Edizioni e/o hanno riunito i primi tre romanzi della scrittrice (L'amore molesto, I giorni dell'abbandono, La figlia oscura), accomunati dal tema di un amore negativo, traumatico e destabilizzante, in un unico volume, Cronache del mal d'amore. Nel novembre 2014 è stata inserita in una lista dei cento pensatori più influenti dalla rivista Foreign Policy per la categoria "chronicler" (traducibile in italiano come "cronista").
Nell'aprile 2016 compare nella lista per la categoria “Artists” tra le 100 persone più influenti del 2016 secondo Time. La tetralogia è stata pubblicata in audiolibro, con la lettura di Anna Bonaiuto, da Emons Audiolibri. Nel 2017 la televisione statunitense HBO, in collaborazione con la Rai, annuncia la produzione di una serie televisiva basata sul romanzo L'amica geniale. La serie, diretta dal regista italiano Saverio Costanzo e presentata in anteprima, fuori concorso, al Festival di Venezia 2018, è andata in onda in prima visione mondiale sul canale HBO dal 18 novembre al 10 dicembre 2018. In Italia è stata trasmessa su Rai 1 e pubblicata su TIMvision dal 27 novembre al 18 dicembre 2018.
L'ultimo romanzo di Ferrante, La vita bugiarda degli adulti, anch'esso pubblicato in Italia da E/O, il 7 novembre 2019, è diventato, come annunciato da Netflix il 12 maggio 2020, una serie televisiva, inserita sulla piattaforma il 4 gennaio 2023. Il 12 luglio 2024 il New York Times incorona L'amica geniale come il miglior libro del XXI secolo.

## La questione dell'identità
Elena Ferrante è uno pseudonimo e la reale identità che si nasconde dietro di esso non è mai stata rivelata; al riguardo sono state formulate nel tempo diverse congetture. Tra le ipotesi fatte in merito ci sono quelle di Anita Raja, saggista partenopea moglie di Domenico Starnone e traduttrice di Starnone stesso, nonché di Goffredo Fofi (nato però a Gubbio, in Umbria) e degli editori Sandro Ferri e Sandra Ozzola (delle Edizioni e/o). Nell'ottobre 2016 l'ipotesi che la Ferrante sia Anita Raja si è rafforzata in seguito alla pubblicazione di un articolo (uscito sul Sole24ore e ripreso dalle principali testate internazionali) che desume l'attribuzione dalle transazioni finanziarie della casa editrice, un metodo deplorato con fermezza da Sandra Ozzola, della casa editrice E/O, senza però una vera smentita. Nel febbraio 2022, il giornalista Claudio Gatti è tornato sull'argomento, indicando come scopo principale della sua ricerca l'individuazione di «una chiave di lettura biografico-culturale ai suoi romanzi», attraverso le ascendenze ebraiche di Anita Raja.
Ricerche stilistiche e stilo-metriche orientano l’identificazione verso il nome di Domenico Starnone; a queste si aggiungono anche corrispondenze che riguardano i personaggi familiari presenti nei romanzi di Starnone e di Ferrante. In questo senso sono molto significativi i saggi di Simone Gatto, che confermano un'analisi di Luigi Galella.
Un'altra ipotesi riconduce alla formulazione del critico e romanziere Marco Santagata, che ha tentato di svelare l'identità di Ferrante, dietro la quale, a suo parere, si celerebbe la storica normalista Marcella Marmo, docente all'Università "Federico II" di Napoli.
Altre piste, invece, indirizzano al filosofo Marcello Frixione, anche se il fatto che questi sia originario di Genova non si concilierebbe con l'approfondita conoscenza ambientale e descrittiva di alcuni rioni partenopei presente nei libri.

## Opere

### Romanzi
- L'amore molesto, collana Azzurri, Roma, E/o, 1992, ISBN 88-7641-129-1.
- I giorni dell'abbandono, collana Dal mondo, Roma, E/o, 2002, ISBN 978-88-7641-486-2.
- La figlia oscura, collana Dal mondo, Roma, E/o, 2006, ISBN 978-88-7641-753-5.
- L'amica geniale
  -  L'amica geniale. Infanzia, adolescenza, Roma, E/o, 2011, ISBN 978-88-6632-032-6.
  -  L'amica geniale. Storia del nuovo cognome. Giovinezza, collana Dal mondo. Italia, Roma, E/o, 2012, ISBN 978-88-6632-181-1.
  -  L'amica geniale. Storia di chi fugge e di chi resta. Tempo di mezzo, collana Dal mondo. Italia, Roma, E/o, 2013, ISBN 978-88-6632-411-9.
  -  L'amica geniale. Storia della bambina perduta, collana Dal mondo. Italia, Roma, E/o, 2014, ISBN 978-88-6632-551-2.
- La vita bugiarda degli adulti, collana Dal mondo, Roma, E/o, 2019, ISBN 978-88-335-7693-0.

### Racconti per bambini
- La spiaggia di notte, collana Il baleno, illustrazioni di Mara Cerri, Roma, E/o, 2007, ISBN 978-88-7641-794-8.

### Saggi
- La frantumaglia, collana Dal mondo, Roma, E/o, 2003, ISBN 88-7641-575-0.
- L'invenzione occasionale, illustrazioni di Andrea Uncini, Roma, E/o, 2019, ISBN 978-88-335-7079-2.
- I margini e il dettato, collana Assolo, Roma, E/o, 2021, ISBN 978-88-335-7394-6.

## Adattamenti delle sue opere

### Cinema
- L'amore molesto, regia di Mario Martone (1995)
- I giorni dell'abbandono, regia di Roberto Faenza (2005)
- La figlia oscura (The Lost Daughter), regia di Maggie Gyllenhaal (2021)

### Televisione
- L'amica geniale, regia di Saverio Costanzo, Alice Rohrwacher, Daniele Luchetti e Laura Bispuri – serie TV (2018-2024)
- La vita bugiarda degli adulti, regia di Edoardo De Angelis – serie TV (2023)

## Riconoscimenti
- Premio Strega[42]
  - 1992 – Selezionata per L'amore molesto
  - 2015 – Selezionata per Storia della bambina perduta
- Premio Viareggio[43]
  - 2002 – Selezionata per I giorni dell'abbandono
  - 2011 – Selezionata per L'amica geniale
- Time
  - 2016 – 100 persone più influenti al mondo[44]
- Premio Procida-Isola di Arturo-Elsa Morante
  - 1992 – Vincitrice per L'amore molesto
- International Booker Prize
  - 2016 – Selezionata per Storia della bambina perduta[45]
- Premio Oplonti
  - 1992 – Vincitrice per L'amore molesto
- Premio Artemisia
  - 1992 – Selezionata per L'amore molesto
- Independent Publisher Book Award
  - 2016 – Medaglia d'oro alla miglior opera letteraria per Storia della bambina perduta[46][47]
- Best Translated Book Award
  - 2014 – Selezionata per Storia del nuovo cognome (tradotto dall'italiano da Ann Goldstein)[48]